# Castello di Albola
Il castello di Albola si trova nel comune di Radda in Chianti, in provincia di Siena.

## Storia
Albola viene citata  per la prima volta in documenti risalenti all'XI e al XII secolo redatti nella badia a Coltibuono e nel monastero camaldolese di San Quirico a Foiano della Chiana. Nel 1376 si trova citato un comunello di Albola nell'elenco delle terre ribelli all'imperatore Carlo IV stilato al momento dell'elezione di suo figlio Venceslao e in quest'epoca doveva già essere fortificato. Per la sua posizione divenne uno dei capisaldi della Lega del Chianti. Nel 1478 venne assediato dalle truppe aragonesi durante la seconda invasione del Chianti.
Negli anni 1990 è stato interamente restaurato da Rüdiger von Pachelbel, un aristocratico tedesco che vi risiedeva.

## Descrizione
Il castello sorge nei pressi delle sorgenti del fiume Pesa, sui fianchi del monte Querciabella ed è un tipico esempio di insediamento fortificato d'altura risalente al XIII secolo.
Si conserva in ottimo stato il torrione principale, il cassero, dove è posta un'apertura ad una certa altezza da terra. A fianco della torre sorge una costruzione recante sulla parete una porta ed un perimetro murario simile, probabilmente si tratta di una costruzione di origine medievale.
Si conserva inoltre  parte della prima cerchia muraria di forma ellittica.